# Come te non c'è nessuna
Come te non c'è nessuna, è il settimo album di Natale Galletta, pubblicato nel 1985.

## Tracce

### Lato A
1. Come te non c'è nessuna
2. Ti amo tanto
3. Tu si na musica rock
4. ... e 'o tiempo se ne va
5. Le tue poesie
6. Lacreme napulitane

### Lato B
1. Una speranza in più
2. Nu munno e bene
3. L'amore vero è
4. Lungomare
5. Si commo 'na camomilla